# The Beavis and Butt-Head Experience
The Beavis and Butt-head Experience es un álbum recopilatorio, publicado en 1993 por Geffen Records. El nombre es una clara referencia a la banda de Jimi Hendrix, "The Jimi Hendrix Experience". Fue certificado como doble platino por la RIAA en los Estados Unidos.
El álbum contiene una gran variedad de géneros musicales, en su mayoría hard rock y heavy metal. Muchas de las canciones contienen comentarios de Beavis and Butt-Head.

## Lista de canciones
1. "I Hate Myself and Want to Die" (Nirvana) (4:02)
2. "Looking Down the Barrel of a Gun" (Anthrax) (7:43)
3. "Come to Butt-Head" (Beavis and Butt-Head) (3:52)
4. "99 Ways to Die" (Megadeth) (4:11)
5. "Bounce" (Run-D.M.C.) (6:48)
6. "Deuces Are Wild" (Aerosmith) (3:50)
7. "I Am Hell" (White Zombie) (5:01)
8. "Poetry and Prose" (Primus) (3:48)
9. "Monsta Mack" (Sir Mix-a-Lot) (4:05)
10. "Search and Destroy" (Red Hot Chili Peppers) (4:12)
11. "Mental Masturbation" (Jackyl) (2:38)
12. "I Got You Babe" (Cher con Beavis and Butt-Head) (9:23)